# チタン酸ストロンチウム
チタン酸ストロンチウム（チタンさんストロンチウム、SrTiO3、英語: strontium titanate）はストロンチウムとチタンの複合酸化物で、ペロブスカイト構造をとる化合物である。三酸化チタン(IV)ストロンチウムともいい、天然鉱物として産出するものはタウソン石 (Tausonite) と呼ばれる。
誘電率が室温で300程度と高く、かつ常誘電体でありキュリー点を持たないために誘電率の温度変化が小さいことからセラミックコンデンサの材料に用いられる。また、バンド絶縁体だがニオブなどの添加物を加えることで容易に半導体化するためバリスタ、センサ、熱電素子などに用いられる。
単結晶の屈折率が2.409とダイヤモンドに近く、ダイヤモンド類似石に用いられる。硬度が低く傷がつきやすいことからダイヤモンドと区別できる。
可視光線を照射することにより、水を還元し水素を発生する光触媒であることが発見され、同様に可視光で酸素を発生するバナジン酸ビスマスと組み合わせることにより、水の分解に成功している。太陽光エネルギーの変換効率は0.1%ほどであるが、この性質は人工光合成系の構築に役割を果たすと考えられている